# Hero Factory

Hero Factory  è una serie di action figure montabili prodotta dalla LEGO dal 2010 al 2014.
Basata su una storia a episodi in cui un gruppo di eroi combatte criminali intergalattici, Hero Factory rivoluzionò il settore delle action figure LEGO con l'introduzione del CCBS (Character and Creatures Building System, traducibile in italiano con sistema di costruzione per personaggi e creature), un metodo di costruzione basato sull'incastro anziché sull'utilizzo di perni e assi come nelle precedenti serie Technic.
Svolse il ruolo di sostituto alla celebre serie Bionicle, quest'ultima soppressa all'inizio del 2010 a causa di profitti giudicati insufficienti da parte della casa danese.  Nel gennaio del 2015 Bionicle è stato reintrodotto, rendendo così quella dell'estate 2014 l'ultima serie di Hero Factory ad oggi. Nel corso dei suoi cinque anni di produzione la linea è arrivata ad includere circa 70 set.

## Storia
La trama si concentra su due squadre di eroi: la squadra Alpha, composta da Preston Stormer, Dunkan Bulk e Jimi Stringer, e il Rookie Team, composta da William Furno, Natalie Breeze e Mark Surge. Questi ultimi sono di recente costruzione e cercano di dimostrare di essere degni della squadra Alpha.
Le serie sono le seguenti:
1. Von Nebula
2. Ordeal of Fire
3. Savage Planet
4. Breakout
5. Brain Attack!
6. Invasion from Below

### Estate/Autunno 2010
Gli eroi devono difendere Makuhero City e la galassia dal sinistro Von Nebula e dal suo malefico esercito composto da Rotor, Xplode (doppiogichista al servizio di Rotor e Von Nebula), Thunder, Corroder, Vapour e Meltdown. Dopo aver compiuto una parte della missione, Stormer viene trasformato in un essere praticamente impazzito, e attacca i propri compagni contro la sua volontà. Furno lo affronta e lo incoraggia a combattere il proprio ego per ritornare normale, poi Furno lo riporta alla base, e Stormer riceve un antidoto. Verrà successivamente scoperto che Von Nebula era Von Ness, che aveva tradito la Hero Factory dopo una missione (compiuta poi da Stormer stesso), lasciando il proprio leader Thresher a morire. Nello scontro finale, Stormer e Furno vedono che Von Ness è cambiato: la sua statura è aumentata, e possiede una doppia lancia con il potere di lanciare dei buchi neri. Dopo una dura battaglia, Stormer e Furno sconfiggono Von Nebula, mentre Bulk, Stringer, Breez e Surge catturano tutti i suoi uomini, e Furno viene riconosciuto come nuovo eroe ufficiale.

### Inverno 2010/Primavera 2011
Stormer, Furno, e Breez vengono ricostruiti in forme migliori, le versioni 2.0, perché nella precedente versione non erano abbastanza forti per combattere i Fire VIllians. Vengono nuovamente mandati in missione assieme a due nuovi componenti: Nathan Evo e Julius Nex. La missione consiste nel catturare i Fire Villians, comandati da Fire Lord. Nel climax della battaglia, Fire Lord, vedendo che i suoi scagnozzi sono stati sconfitti, assorbe tutto il carburante dal cuore della stazione rendendosi praticamente impossibile da battere. Fortunatamente, Surge guida il suo veicolo contro Fire Lord, cogliendolo di sorpresa e indebolendolo in modo che Stormer riesca a sconfiggerlo. Alla fine Surge ottiene l'aggiornamento nella versione 2.0, mentre Fire Lord e i suoi due scagnozzi vengono catturati.

### Autunno 2011
(Witch Doctor riconosce Stormer)
Gli eroi vengono ricostruiti nella versione 3.0 con poteri animali e il nuovo componente Rocka sul pianeta Selvaggio, dove dovranno battere Witch Doctor, un vecchio nemico di Stormer.

### 2012
Grazie allo spirito di Von Nebula, i malvagi riescono ad evadere e tutti gli eroi vengono potenziati in 4.0.

## Adattamenti

### Fumetti
A Luglio 2010 la LEGO e la DC Comics hanno pubblicato la prima serie a fumetti degli eroi. Intitolata The Trials di Furno, è stata pubblicata per il download gratuito presso www.lego.com e segue la storia del protagonista esordiente William Furno nella sua prima missione.

### Serie televisiva
Una miniserie televisiva di "Hero Factory", chiamata LEGO Hero Factory e composta da quattro episodi di mezz'ora, è stata trasmessa in Danimarca e in Norvegia dal 29 agosto 2010, su Cartoon Network. Nei paesi in lingua inglese è andata in onda tra il 20 ed il 23 settembre 2010, su Nicktoons.
|  |

|  |